# 黄仁河
黄仁河，位于中国山东省蒙阴县南部，是蒙河右岸支流，发源于蒙阴县垛庄镇西南华皮岭东麓，东流经河河水、石拉子、石屋山、黄仁水库，出库后东北流至大山寺村南折东流，至彭家宅村汇入蒙河。全长17公里，流域面积46.9平方公里。